# Sioniac
 Sioniac  (en occitano Siunhac) es una comuna y población de Francia, en la región de Lemosín, departamento de Corrèze, en el distrito de Brive-la-Gaillarde y cantón de Beaulieu-sur-Dordogne.
Su población en el censo de 2008 era de 244 habitantes.
Está integrada en la Communauté de communes du Sud Corrézien.

## Demografía
| 211 | 221 | 187 | 190 | 199 | 207 | 244 |
| Para los censos de 1962 a 1999 la población legal corresponde a la población sin duplicidades (Fuente: INSEE [Consultar]) |     |     |     |     |     |     |